# Running mate

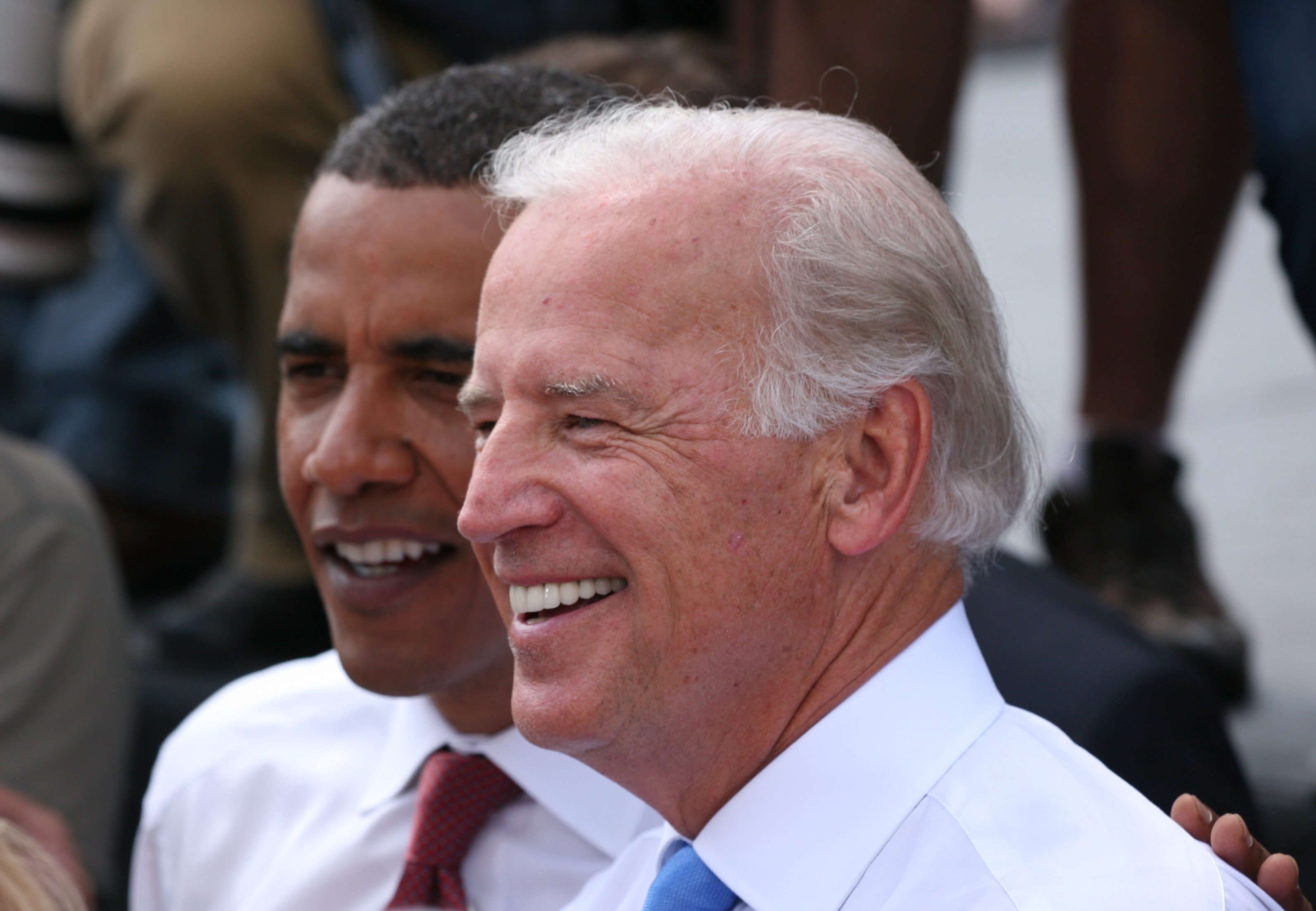
Ejemplo de running mate (compañero de candidatura) en los Estados Unidos.

Un running mate (compañero de candidatura en español) es un término en inglés que designa a una persona que se postula para un cargo político subordinado a otro en una elección conjunta. El running mate del presidente de los Estados Unidos es el vicepresidente.
Los running mates pueden ser elegidos de los políticos para varias razones. Una de las razones más comunes es para atraer un demográfico especifico. En los Estados Unidos es común para seleccionar un running mate para ganar los votos de una región especifica, grupos étnicos diferentes, o grupos socioeconómicos diferentes.